# Václav Koutný
Václav Koutný (* 4. října 1991, v Olomouci) je český fotbalový obránce, od roku 2009 působící v A-týmu SK Sigma Olomouc. Mimo Českou republiku působil na Slovensku, nyní hraje v Německu za tým FC Gießen.

## Klubová kariéra
Svoji fotbalovou kariéru začal v Sigmě Olomouc, kde se v roce 2009 přes všechny mládežnické kategorie propracoval do prvního mužstva. Na podzim 2012 hostoval v Senici. Ve svém prvním zahraničním angažmá se setkal s Adamem Varadim, se kterým působil v Olomouci. Do Senice si hráče přivedl tehdejší trenér mužstva Zdeněk Psotka, který jej trénoval v Olomouci. V zimním přestupovém období sezony 2012/13 se vrátil do Olomouce. Po roce odešel na hostování do Karviné. V létě 2014 zamířil zpět do Olomouce, od roku 2015 hraje v FC Giessen.